# Es Amunts d'Eivissa
Es Amunts d'Eivissa este o arie protejată (sit de importanță comunitară — SCI) din Spania întinsă pe o suprafață de 1.460,51 ha, integral pe uscat.

## Localizare
Centrul sitului Es Amunts d'Eivissa este situat la coordonatele 39°03′11″N 1°21′57″E / 39.0531°N 1.3657°E.

## Înființare
Situl Es Amunts d'Eivissa a fost declarat sit de importanță comunitară în aprilie 2004 pentru a proteja 4 specii de plante și 17 specii de animale.

## Biodiversitate
Situată în ecoregiunile marină mediteraneană și mediteraneană, aria protejată conține 11 habitate naturale: Liziere de ierburi înalte hidrofile de câmpie și de nivel montan până la alpin, Galerii și tufărișuri riverane sudice (Nerio-Tamaricetea și Securinegion tinctoriae), Vegetație anuală la limita mareei, Pășuni mediteraneene udate de apa mării (Juncetalia maritimi), Faleze cu vegetație de Limonium spp. endemic de pe coastele mediteraneene, Pseudostepă cu ierburi și specii anuale de Thero-Brachypodietea, Tufărișuri termo-mediteraneene și de pre-deșert, Tufărișuri halofile mediteraneene și termo-atlantice (Sarcocornetea fruticosi), Izvoare petrifiante cu formare de travertin (Cratoneurion), Pante stâncoase calcaroase cu vegetație casmofită, Straturi cu Posidonia (Posidonion oceanicae).
La baza desemnării sitului se află mai multe specii protejate:
- plante (4): Allium grosii, Diplotaxis ibicensis, Genista dorycnifolia, Silene hifacensis
- păsări (16): pescăruș albastru (Alcedo atthis), stârc roșu (Ardea purpurea), pasărea ogorului (Burhinus oedicnemus), Calonectris diomedea, caprimulg (Caprimulgus europaeus), egretă mică (Egretta garzetta), Falco eleonorae, șoim călător (Falco peregrinus), Galerida theklae, Hydrobates pelagicus, Larus audouinii, Phalacrocorax aristotelis desmarestii, Puffinus puffinus mauretanicus, chiră de mare (Sterna sandvicensis), turturică (Streptopelia turtur), Sylvia sarda
- mamifere (1): liliacul mic cu potcoavă (Rhinolophus hipposideros)

Pe lângă speciile protejate, pe teritoriul sitului au mai fost identificate 28 de specii de plante.